# Eleições legislativas na Itália em 2006
As eleições legislativas na Itália de 2006 foram realizadas a 9 e 10 de Abril e, serviram para eleger os 630 membros para a Câmara dos Deputados e os 315 membros para o Senado.
Os resultados das eleições deram a vitória à coligação de centro-esquerda, a União, liderada por Romano Prodi, que, conquistou 49,8 dos votos contra os 49,7% dos votos da Casa das Liberdades, coligação de centro-direita liderada por Silvio Berlusconi.

## Funcionamento do sistema eleitoral
A Itália tem um parlamento bicameral composto pela Câmara dos Deputados, com 630 membros, e pelo Senado, com 315 assentos. As duas câmaras são eleitas por votação directa, para mandatos de cinco anos.
Aos eleitores são apresentadas listas de coligação e partidos para ambas as câmaras, sendo necessário um número mínimo de votos para conseguir cadeiras, que são distribuídas de acordo com a classificação de um determinado candidato na lista de seu respectivo partido. Os nomes situados nos primeiros lugares têm uma chance maior de conquistar uma cadeira.
O legislatura que termina, guiada por Silvio Berlusconi, aprovou importantes mudanças no sistema eleitoral em Dezembro de 2005, restaurando um sistema de representação proporcional plena, revertendo assim reformas que há mais de dez anos estavam em vigor.
A iniciativa foi muito criticada e foi vista como uma forma de Berlusconi deliberadamente melhorar a posição de sua coligação de governo na eleição de Abril, e diminuir as chances da oposição de obter uma maioria significativa.
Todavia, a maioria no governo alegou que o novo sistema garante uma estabilidade mais sólida, pois permite que a coligação que obtiver a maioria dos votos - mínimo de 340 dos 630 membros da Câmara dos Deputados - obtenha automaticamente a maioria de assentos.

## Resultados Oficiais

### Câmara dos Deputados

#### Itália (19 das 20 regiões)
| Partido                     | Partido                                              | Partido                        | Votos      | %     | +/-       | Deputados |
| --------------------------- | ---------------------------------------------------- | ------------------------------ | ---------- | ----- | --------- | --------- |
|                             |                                                      | A Oliveira                     | 11 930 983 | 31,27 | 0,18      | 220 / 617 |
|                             | Partido da Refundação Comunista                      | 2 229 464                      | 5,84       | 0,81  | 41 / 617  |           |
|                             | Rosa em Punho                                        | 990 694                        | 2,60       | Novo  | 18 / 617  |           |
|                             | Partido dos Comunistas Italianos                     | 884 127                        | 2,32       | 0,65  | 16 / 617  |           |
|                             | Itália de Valores                                    | 877 052                        | 2,30       | 1,59  | 16 / 617  |           |
|                             | Federação dos Verdes                                 | 784 803                        | 2,06       | 0,11  | 15 / 617  |           |
|                             | União dos Democratas pela Europa                     | 534 088                        | 1,40       | Novo  | 10 / 617  |           |
|                             | Partido Popular Sul Tirolês                          | 182 704                        | 0,48       | 0,06  | 4 / 617   |           |
|                             | Outros partidos (com menos 1%)                       | 588 683                        | 1,54       |       | 0 / 617   |           |
| A União (Total)             | A União (Total)                                      | 19 002 598                     | 49,81      | 9,70  | 340 / 617 |           |
|                             |                                                      | Força Itália                   | 9 048 976  | 23,72 | 5,71      | 137 / 617 |
|                             | Aliança Nacional                                     | 4 707 126                      | 12,34      | 0,32  | 71 / 617  |           |
|                             | União dos Democratas-Cristãos e de Centro            | 2 580 190                      | 6,76       | Novo  | 39 / 617  |           |
|                             | Liga Norte - Movimento pelas Autonomias              | 1 747 730                      | 4,58       | 0,64  | 26 / 617  |           |
|                             | Democracia Cristã - Novo Partido Socialista Italiano | 285 474                        | 0,75       | Novo  | 4 / 617   |           |
|                             | Outros partidos (com menos 1%)                       | 608 347                        | 1,58       |       | 0 / 617   |           |
| Casa das Liberdades (Total) | Casa das Liberdades (Total)                          | 18 977 843                     | 49,74      | 0,18  | 277 / 617 |           |
|                             | Outros partidos (com menos 1%)                       | Outros partidos (com menos 1%) | 172 902    | 0,45  |           | 0 / 617   |
| Votos Inválidos             | Votos Inválidos                                      | Votos Inválidos                | 1 145 154  | 2,91  | 4,48      |           |
| Total                       | Total                                                | Total                          | 39 298 497 | 100   |           | 617 / 617 |
| Eleitorado/Participação     | Eleitorado/Participação                              | Eleitorado/Participação        | 46 997 601 | 83,62 | 2,24      |           |
| Fonte                       | Fonte                                                | Fonte                          | [ 2 ]      | [ 2 ] | [ 2 ]     | [ 2 ]     |

#### Vale de Aosta
| Partido                 | Partido                                   | Votos   | %     | Deputados |
| ----------------------- | ----------------------------------------- | ------- | ----- | --------- |
|                         | Autonomia, Liberdade e Democracia         | 34 168  | 43,44 | 1 / 1     |
|                         | Coligação Vale de Aosta                   | 24 119  | 30,66 | 0 / 1     |
|                         | Força Itália - Aliança Nacional           | 13 374  | 17,00 | 0 / 1     |
|                         | União dos Democratas-Cristãos e de Centro | 2 282   | 2,90  | 0 / 1     |
|                         | Alternativa Social                        | 1 587   | 2,02  | 0 / 1     |
|                         | Liga Norte                                | 1 566   | 1,99  | 0 / 1     |
|                         | Partido dos Pensionistas                  | 1 135   | 1,44  | 0 / 1     |
|                         | Chama Tricolor                            | 430     | 0,55  | 0 / 1     |
| Votos Inválidos         | Votos Inválidos                           | 5 272   | 6,28  |           |
| Total                   | Total                                     | 83 933  | 100   | 1 / 1     |
| Eleitorado/Participação | Eleitorado/Participação                   | 100 580 | 83,45 |           |
| Fonte                   | Fonte                                     | [ 3 ]   | [ 3 ] | [ 3 ]     |

#### Estrangeiro
| Partido                 | Partido                                      | Votos     | %     | Deputados |
| ----------------------- | -------------------------------------------- | --------- | ----- | --------- |
|                         | A União                                      | 421 414   | 43,39 | 6 / 12    |
|                         | Força Itália                                 | 202 536   | 20,86 | 3 / 12    |
|                         | Associações Italianas na América do Sul      | 99 817    | 10,28 | 1 / 12    |
|                         | Pela Itália no Mundo                         | 72 105    | 7,42  | 1 / 12    |
|                         | União dos Democratas-Cristãos e de Centro    | 66 456    | 6,84  | 0 / 12    |
|                         | Itália de Valores                            | 27 432    | 2,82  | 1 / 12    |
|                         | Liga Norte                                   | 20 211    | 2,08  | 0 / 12    |
|                         | União Sul-Americana dos Emigrantes Italianos | 14 205    | 1,46  | 0 / 12    |
|                         | Partido dos Italianos no Mundo               | 11 250    | 1,16  | 0 / 12    |
|                         | A Outra Sicília                              | 10 867    | 1,12  | 0 / 12    |
|                         | União dos Democratas pela Europa             | 9 721     | 1,00  | 0 / 12    |
|                         | Outros partidos (com menos 1%)               | 15 138    | 1,55  | 0 / 12    |
| Votos Inválidos         | Votos Inválidos                              | 82 712    | 7,85  |           |
| Total                   | Total                                        | 1 053 864 | 100   | 12 / 12   |
| Eleitorado/Participação | Eleitorado/Participação                      | 2 707 382 | 38,93 |           |
| Fonte                   | Fonte                                        | [ 4 ]     | [ 4 ] | [ 4 ]     |

### Senado

#### Itália (18 dos 20 regiões)
| Partido                     | Partido                                    | Partido                        | Votos      | %     | +/-       | Senadores |
| --------------------------- | ------------------------------------------ | ------------------------------ | ---------- | ----- | --------- | --------- |
|                             |                                            | Força Itália                   | 8 202 890  | 24,01 | -         | 78 / 301  |
|                             | Aliança Nacional                           | 4 235 208                      | 12,40      | -     | 41 / 301  |           |
|                             | União dos Democratas-Cristãos e de Centro  | 2 309 442                      | 6,76       | Novo  | 21 / 301  |           |
|                             | Liga Norte - Movimento pelas Autonomias    | 1 530 667                      | 4,48       | -     | 13 / 301  |           |
|                             | Outros partidos (com menos 1%)             | 875 771                        | 2,57       |       | 0 / 301   |           |
| Casa das Liberdades (Total) | Casa das Liberdades (Total)                | 17 153 978                     | 50,21      | 7,68  | 153 / 301 |           |
|                             |                                            | Democratas de Esquerda         | 5 977 347  | 17,50 | -         | 62 / 301  |
|                             | Democracia e Liberdade - A Margarida       | 3 664 903                      | 10,73      | -     | 39 / 301  |           |
|                             | Partido da Refundação Comunista            | 2 518 361                      | 7,37       | 2,33  | 27 / 301  |           |
|                             | Juntos pela União                          | 1 423 003                      | 4,17       | Novo  | 11 / 301  |           |
|                             | Itália de Valores                          | 986 191                        | 2,89       | 0,48  | 4 / 301   |           |
|                             | Rosa em Punho                              | 851 604                        | 2,49       | Novo  | 0 / 301   |           |
|                             | União dos Democratas pela Europa           | 477 226                        | 1,40       | Novo  | 3 / 301   |           |
|                             | Partido dos Pensionistas                   | 340 565                        | 1,00       | 0,77  | 0 / 301   |           |
|                             | Lista dos Consumidores - Democracia Cristã | 72 199                         | 0,21       | Novo  | 1 / 301   |           |
|                             | A União                                    | 59 498                         | 0,17       | Novo  | 1 / 301   |           |
|                             | Outros partidos (com menos 1%)             | 354 504                        | 1,05       |       | 0 / 301   |           |
| A União (Total)             | A União (Total)                            | 16 725 401                     | 48,96      | 9,74  | 148 / 301 |           |
|                             | Outros partidos (com menos 1%)             | Outros partidos (com menos 1%) | 269 976    | 0,85  |           | 0 / 301   |
| Votos Inválidos             | Votos Inválidos                            | Votos Inválidos                | 1 100 064  | 3,12  | 3,29      |           |
| Total                       | Total                                      | Total                          | 32 262 679 | 100   |           | 301 / 301 |
| Eleitorado/Participação     | Eleitorado/Participação                    | Eleitorado/Participação        | 42 232 467 | 83,50 | 2,18      |           |
| Fonte                       | Fonte                                      | Fonte                          | [ 5 ]      | [ 5 ] | [ 5 ]     | [ 5 ]     |

#### Trentino-Alto Ádige
| Partido                 | Partido                     | Partido                               | Votos   | %     | Senadores |
| ----------------------- | --------------------------- | ------------------------------------- | ------- | ----- | --------- |
|                         |                             | A União - Partido Popular Sul Tirolês | 198 156 | 34,54 | 3 / 7     |
|                         | Partido Popular Sul Tirolês | 117 495                               | 20,48   | 2 / 7 |           |
|                         | A União                     | 27 628                                | 4,81    | 0 / 7 |           |
| A União (Total)         | A União (Total)             | 343 279                               | 59,83   | 5 / 7 |           |
|                         | Casa das Liberdades         | Casa das Liberdades                   | 175 139 | 30,53 | 2 / 7     |
|                         | Os Libertários              | Os Libertários                        | 16 765  | 2,92  | 0 / 7     |
|                         | Partido dos Pensionistas    | Partido dos Pensionistas              | 16 381  | 2,86  | 0 / 7     |
|                         | Chama Tricolor              | Chama Tricolor                        | 14 819  | 2,58  | 0 / 7     |
|                         | União Popular Autonomista   | União Popular Autonomista             | 7 327   | 1,28  | 0 / 7     |
| Votos Inválidos         | Votos Inválidos             | Votos Inválidos                       | 29 135  | 4,83  |           |
| Total                   | Total                       | Total                                 | 602 845 | 100   | 7 / 7     |
| Eleitorado/Participação | Eleitorado/Participação     | Eleitorado/Participação               | 686 894 | 87,76 |           |
| Fonte                   | Fonte                       | Fonte                                 | [ 6 ]   | [ 6 ] | [ 6 ]     |

#### Vale de Aosta
| Partido                 | Partido                                   | Votos  | %     | Senadores |
| ----------------------- | ----------------------------------------- | ------ | ----- | --------- |
|                         | Autonomia, Liberdade e Democracia         | 32 554 | 44,17 | 1 / 1     |
|                         | Coligação Vale de Aosta                   | 23 574 | 31,98 | 0 / 1     |
|                         | Força Itália - Aliança Nacional           | 11 505 | 15,61 | 0 / 1     |
|                         | União dos Democratas-Cristãos e de Centro | 2 264  | 3,07  | 0 / 1     |
|                         | Liga Norte                                | 1 574  | 2,14  | 0 / 1     |
|                         | Partido dos Pensionistas                  | 1 046  | 1,42  | 0 / 1     |
|                         | Alternativa Social                        | 775    | 1,05  | 0 / 1     |
|                         | Chama Tricolor                            | 416    | 0,56  | 0 / 1     |
| Votos Inválidos         | Votos Inválidos                           | 4 383  | 5,61  |           |
| Total                   | Total                                     | 78 091 | 100   | 1 / 1     |
| Eleitorado/Participação | Eleitorado/Participação                   | 93 422 | 83,59 |           |
| Fonte                   | Fonte                                     | [ 7 ]  | [ 7 ] | [ 7 ]     |

#### Estrangeiro
| Partido                 | Partido                                      | Votos     | %     | Senadores |
| ----------------------- | -------------------------------------------- | --------- | ----- | --------- |
|                         | A União                                      | 393 357   | 44,14 | 4 / 6     |
|                         | Força Itália                                 | 186 386   | 20,92 | 1 / 6     |
|                         | Associações Italianas na América do Sul      | 85 745    | 9,62  | 1 / 6     |
|                         | Pela Itália no Mundo                         | 65 055    | 7,30  | 0 / 6     |
|                         | União dos Democratas-Cristãos e de Centro    | 57 278    | 6,43  | 0 / 6     |
|                         | Itália de Valores                            | 26 486    | 2,97  | 0 / 6     |
|                         | Liga Norte                                   | 18 544    | 2,08  | 0 / 6     |
|                         | União dos Democratas pela Europa             | 13 507    | 1,52  | 0 / 6     |
|                         | União Sul-Americana dos Emigrantes Italianos | 12 552    | 1,41  | 0 / 6     |
|                         | Partido dos Italianos no Mundo               | 10 888    | 1,22  | 0 / 6     |
|                         | A Outra Sicília                              | 9 497     | 1,07  | 0 / 6     |
|                         | Outros partidos (com menos 1%)               | 11 766    | 1,32  | 0 / 6     |
| Votos Inválidos         | Votos Inválidos                              | 71 046    | 7,38  |           |
| Total                   | Total                                        | 962 107   | 100   | 6 / 6     |
| Eleitorado/Participação | Eleitorado/Participação                      | 2 432 340 | 39,55 |           |
| Fonte                   | Fonte                                        | [ 8 ]     | [ 8 ] | [ 8 ]     |

## Resultados por Distrito Eleitoral

### Câmara dos Deputados

#### (Itália, excluindo Vale de Aosta e Estrangeiro)
| Distrito Eleitoral | %    | D   | %    | D   | %    | D  | %    | D   | %   | D   | %    | D  | %   | D   | %    | D    | %   | D   | %   | D   | %     | D     | %      | D      | %    | D   | D   | Votantes   |
| Distrito Eleitoral | ULI  | ULI | FI   | FI  | AN   | AN | UDC  | UDC | PRC | PRC | LN   | LN | RnP | RnP | PdCI | PdCI | IdV | IdV | FdV | FdV | UDEUR | UDEUR | DC-PSI | DC-PSI | SVP  | SVP | D   | Votantes   |
| ------------------ | ---- | --- | ---- | --- | ---- | -- | ---- | --- | --- | --- | ---- | -- | --- | --- | ---- | ---- | --- | --- | --- | --- | ----- | ----- | ------ | ------ | ---- | --- | --- | ---------- |
| Piemonte 1         | 34,8 | 9   | 20,2 | 5   | 12,1 | 3  | 5,8  | 1   | 6,7 | 2   | 4,3  | 1  | 2,9 | 1   | 3,3  | 1    | 2,8 | -   | 2,8 | 1   | 0,5   | -     | 0,4    | -      | -    | -   | 24  | 1 535 723  |
| Piemonte 2         | 27,8 | 7   | 27,0 | 5   | 11,5 | 2  | 6,6  | 1   | 5,1 | 1   | 8,5  | 2  | 2,5 | 1   | 2,4  | 1    | 2,3 | 1   | 2,0 | -   | 0,6   | -     | 0,6    | 1      | -    | -   | 22  | 1 448 279  |
| Lombardia 1        | 28,7 | 14  | 27,8 | 10  | 10,9 | 4  | 5,3  | 2   | 6,5 | 3   | 7,7  | 3  | 2,8 | 1   | 1,9  | 1    | 2,2 | 1   | 2,4 | 1   | 0,3   | -     | 0,5    | -      | -    | -   | 40  | 2 628 213  |
| Lombardia 2        | 23,6 | 13  | 26,9 | 11  | 9,5  | 4  | 6,5  | 3   | 4,7 | 2   | 16,1 | 6  | 1,9 | 1   | 1,4  | 1    | 1,9 | 1   | 1,8 | 1   | 0,3   | -     | 0,5    | -      | -    | -   | 43  | 2 851 021  |
| Lombardia 3        | 30,2 | 6   | 26,0 | 3   | 10,3 | 1  | 5,8  | 1   | 5,4 | 1   | 9,8  | 2  | 2,2 | -   | 2,4  | -    | 1,8 | -   | 1,7 | -   | 0,5   | 1     | 0,6    | -      | -    | -   | 15  | 1 033 240  |
| Trentino           | 20,7 | 3   | 16,6 | 1   | 8,1  | 1  | 4,9  | -   | 3,1 | -   | 4,5  | 1  | 1,8 | -   | 1,1  | -    | 1,9 | -   | 3,9 | 1   | 0,2   | -     | 0,3    | -      | 28,5 | 4   | 11  | 661 482    |
| Veneto 1           | 26,1 | 9   | 24,5 | 7   | 11,9 | 3  | 8,5  | 3   | 3,4 | 1   | 11,6 | 3  | 2,1 | 1   | 1,4  | -    | 2,1 | 1   | 1,7 | 1   | 0,6   | -     | 0,4    | -      | -    | -   | 29  | 1 965 710  |
| Veneto 2           | 27,4 | 7   | 24,5 | 5   | 10,2 | 2  | 6,6  | 1   | 4,6 | 1   | 10,4 | 2  | 2,3 | 1   | 1,5  | -    | 2,4 | 1   | 2,2 | -   | 0,3   | -     | 0,7    | -      | -    | -   | 20  | 1 291 834  |
| Friuli-Veneza      | 29,1 | 4   | 23,4 | 3   | 15,5 | 2  | 7,1  | 1   | 4,9 | 1   | 7,2  | 1  | 2,7 | -   | 1,9  | -    | 2,4 | -   | 1,8 | 1   | 0,5   | -     | -      | -      | -    | -   | 13  | 833 170    |
| Ligúria            | 34,8 | 7   | 23,5 | 4   | 11,4 | 2  | 6,0  | 1   | 6,8 | 2   | 3,7  | -  | 2,6 | -   | 3,0  | 1    | 2,3 | -   | 2,0 | -   | 0,5   | -     | 0,5    | -      | -    | -   | 17  | 1 114 917  |
| Emília-Romanha     | 44,8 | 21  | 18,6 | 7   | 10,2 | 4  | 5,8  | 2   | 5,6 | 3   | 3,9  | 2  | 2,3 | 1   | 2,4  | 1    | 1,7 | 1   | 2,0 | 1   | 0,3   | -     | 0,5    | -      | -    | -   | 43  | 2 998 648  |
| Toscana            | 43,3 | 18  | 16,9 | 6   | 12,6 | 4  | 5,9  | 2   | 8,2 | 3   | 1,1  | -  | 2,4 | 1   | 3,4  | 1    | 1,5 | 1   | 1,8 | 1   | 0,4   | -     | 0,7    | 1      | -    | -   | 38  | 2 566 025  |
| Úmbria             | 39,2 | 4   | 17,8 | 1   | 15,2 | 1  | 6,5  | 1   | 7,9 | 1   | 0,8  | -  | 3,3 | -   | 3,4  | -    | 1,4 | -   | 1,4 | -   | 0,5   | 1     | 0,7    | -      | -    | -   | 9   | 601 686    |
| Marche             | 39,1 | 7   | 19,1 | 3   | 14,3 | 2  | 8,0  | 1   | 6,6 | 1   | 1,0  | -  | 2,0 | -   | 2,4  | 1    | 2,0 | -   | 1,8 | 1   | 0,7   | -     | 0,6    | -      | -    | -   | 16  | 1 052 469  |
| Lazio 1            | 32,7 | 15  | 19,4 | 7   | 19,1 | 7  | 6,4  | 2   | 7,9 | 4   | 0,2  | -  | 2,8 | 1   | 2,6  | 1    | 2,0 | 1   | 2,5 | 1   | 0,9   | -     | 0,6    | 1      | -    | -   | 40  | 2 690 639  |
| Lazio 2            | 26,7 | 4   | 26,6 | 4   | 17,2 | 3  | 8,5  | 1   | 5,9 | 1   | 0,3  | -  | 3,4 | 1   | 2,5  | -    | 1,6 | -   | 1,4 | -   | 1,8   | 1     | 1,2    | -      | -    | -   | 15  | 1 038 222  |
| Abruzzo            | 32,4 | 5   | 22,8 | 3   | 14,3 | 2  | 6,8  | 1   | 6,5 | 1   | 0,5  | -  | 2,9 | -   | 2,5  | -    | 4,1 | 1   | 1,6 | -   | 2,3   | 1     | 1,0    | -      | -    | -   | 14  | 896 004    |
| Molise             | 29,7 | 1   | 26,6 | 1   | 11,2 | -  | 7,7  | -   | 4,8 | -   | 0,2  | -  | 1,7 | -   | 1,9  | -    | 8,1 | -   | 1,2 | -   | 2,9   | -     | 2,1    | -      | -    | -   | 2   | 217 864    |
| Campânia 1         | 29,4 | 11  | 27,2 | 8   | 12,3 | 4  | 4,5  | 1   | 7,2 | 3   | 0,1  | -  | 2,6 | 1   | 2,3  | 1    | 3,0 | 1   | 3,3 | 1   | 3,4   | 1     | 1,5    | 1      | -    | -   | 33  | 1 856 219  |
| Campânia 2         | 27,7 | 9   | 27,1 | 7   | 13,0 | 4  | 6,2  | 2   | 4,9 | 1   | 0,2  | -  | 3,0 | 1   | 1,9  | 1    | 2,2 | 1   | 2,4 | 1   | 6,6   | 2     | 1,6    | -      | -    | -   | 29  | 1 738 511  |
| Apúlia             | 29,1 | 14  | 27,3 | 12  | 13,2 | 6  | 7,8  | 3   | 5,7 | 3   | 0,7  | -  | 3,1 | 2   | 2,1  | 1    | 2,7 | 1   | 1,7 | 1   | 1,9   | 1     | 0,9    | -      | -    | -   | 44  | 2 597 411  |
| Basilicata         | 35,3 | 3   | 19,8 | 1   | 10,8 | 1  | 5,9  | 1   | 5,6 | 1   | 0,9  | -  | 3,8 | -   | 2,5  | -    | 2,8 | -   | 3,6 | -   | 4,8   | -     | 0,7    | -      | -    | -   | 6   | 387 762    |
| Calábria           | 26,3 | 7   | 20,7 | 4   | 11,0 | 2  | 7,7  | 2   | 6,0 | 2   | 0,8  | -  | 4,3 | 1   | 3,4  | 1    | 2,2 | 1   | 2,1 | 1   | 4,7   | 1     | 1,0    | -      | -    | -   | 22  | 1 188 014  |
| Sicília 1          | 24,0 | 7   | 29,6 | 7   | 9,6  | 2  | 11,2 | 3   | 4,0 | 1   | 2,1  | 1  | 2,3 | 1   | 2,2  | 1    | 4,6 | 1   | 1,9 | 1   | 2,9   | 1     | 1,7    | -      | -    | -   | 26  | 1 431 662  |
| Sicília 2          | 26,3 | 9   | 28,8 | 8   | 12,1 | 3  | 9,0  | 2   | 4,2 | 1   | 6,5  | 2  | 2,3 | 1   | 2,0  | 1    | 2,4 | 1   | 1,4 | -   | 1,4   | -     | 0,9    | -      | -    | -   | 28  | 1 597 810  |
| Sardenha           | 33,3 | 6   | 22,6 | 4   | 12,9 | 2  | 7,7  | 2   | 6,7 | 1   | 0,4  | -  | 2,7 | 1   | 3,3  | 1    | 2,3 | 1   | 1,3 | -   | 2,3   | -     | 0,6    | -      | -    | -   | 18  | 1 075 962  |
| Itália             | 31,3 | 220 | 23,7 | 137 | 12,3 | 71 | 6,8  | 39  | 5,8 | 41  | 4,6  | 26 | 2,6 | 18  | 2,3  | 16   | 2,3 | 16  | 2,1 | 15  | 1,4   | 10    | 0,8    | 4      | 0,5  | 4   | 617 | 39 289 497 |